# Stole Popov
Stole Popov (en macedoni Столе Попов, Skopje, República Socialista de Macedònia 20 d'agost de 1950) és un director de cinema macedoni,
Va estudiar a la Acadèmia d'Arts Dramàtiques de Belgrad i és membre de l'Acadèmia de Cinema Europeu des del 1997. Va començar la seva carrera el 1974 fent documentals. El seu curtmetratge Dae va ser nominat als Premis Oscar de 1979 i el seu llargmetratge Srećna nova '49., estrenat el 1986, va rebre molts premis, com el Big Golden Arena a Pula, i va ser candidat a representar Iugoslàvia als Premis Oscar. També ha realitzat videoclips, per exemple per al grup Leb i Sol.

## Filmografia
Documentals
- 1974 : Fire
- 1976 : Australia
- 1979 : Dae

Ficcions
- 1980 : The red horse
- 1986 : Srećna nova '49
- 1992 : Tetoviranje[2]
- 1997 : Gypsy Magic
- 2014: Do balcak